# 제2차 세계 대전 기간의 헝가리

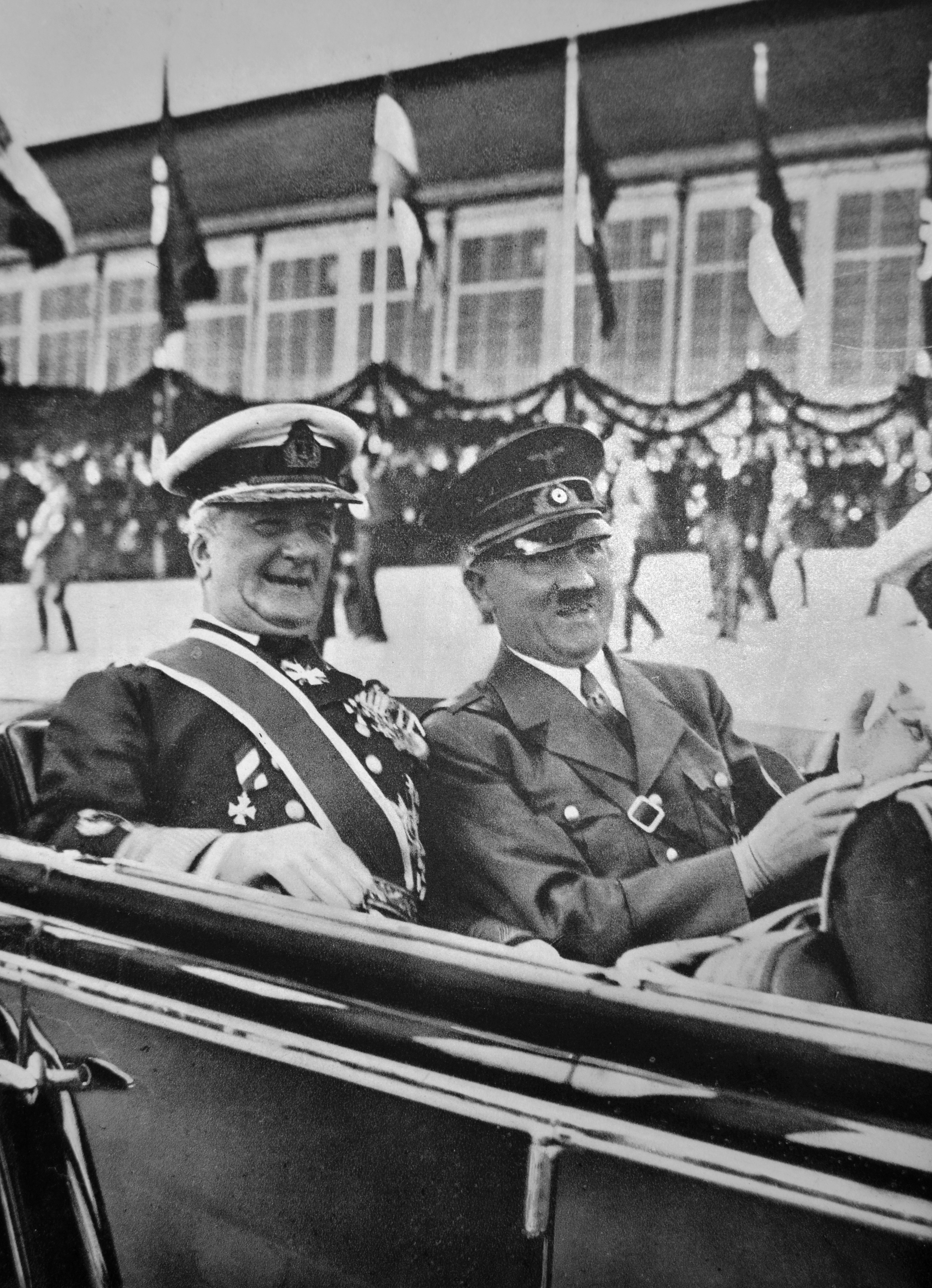
1938년 헝가리의 지도자 호르티 미클로시와 독일의 지도자 아돌프 히틀러의 모습

1938년부터 1941년까지 헝가리의 영토 변화

제2차 세계 대전 기간 헝가리 왕국은 추축국의 일원이었다. 1930년대 대공황에서 벗어나기 위해 헝가리 왕국은 파시스트 이탈리아 및 나치 독일의 무역 증가에 의존했다. 헝가리의 정치와 외교정책은 1938년 들어 더욱 강경한 민족통일주의로 변화했고 헝가리는 이웃한 독일처럼 민족통일주의 정책을 택해 주변국의 마자르인 거주 지역을 헝가리에 합병하러 시도했다. 헝가리는 추축국과의 관계에서 영토적 이득을 얻었다. 이웃한 체코슬로바키아 공화국, 슬로바키아 공화국, 루마니아 왕국과의 영토 분쟁에서 유리하게 협상을 성공했다. 1940년 11월 20일 헝가리는 삼국 동맹 조약에 서명하며 추축국에 네 번째로 합류했다. 다음 해 헝가리군은 유고슬라비아 침공과 소련 침공에도 가담했다. 헝가리군은 독일 측 관전자 기록에서 점령지 주민들에게 자의적으로 폭력을 행사하는 등 잔인한 행위가 많았다고 지적했다. 헝가리 자원군은 때때로 "살인 관광"에 참여했다고 한다.
소년과 2년간 전쟁을 치른 끝에 칼러이 미클로시 총리는 1943년 가을 영미와의 평화 협상을 시작했다. 베를린은 이미 칼러이 내각을 의심하고 있었고 1943년 9월 독일 총참모부는 헝가리 침공과 점령을 계획하기 시작했다. 1944년 3월 독일군이 헝가리를 침공했다. 소련군이 헝가리를 위협하기 시작하자 호르티 미클로시 섭정은 헝가리와 소련 간 휴전 협정을 체결했다. 하지만 뒤이어 독일 특공대가 호르티의 아들을 납치했고 이들의 협박으로 호르티는 휴전 발표를 철회했다. 이후 섭정이 권좌에서 물러났고 헝가리의 파시스트인 살러시 페렌츠가 독일의 지원을 받아 신정부를 수립했다. 1945년 독일군과 헝가리군은 진격하는 소련군에게 패배했다.
제2차 세계 대전 기간 헝가리군 약 30만명과 헝가리 민간인 60만명 이상이 사망했으며 이 중에는 유대인 45만명에서 606,000명 및 롬인 28,000명이 포함된다. 수도 부다페스트를 비롯한 헝가리의 수많은 도시가 피해를 입었다. 헝가리 거주 유대인 대부분은 전쟁 초기 수년간은 독일 절멸 수용소로 추방되지 않도록 보호받고 있었지만 공공시설 및 경제 활동 참여에 제한을 가하는 반유대주의법으로 장기간 억압을 받았다. 1944년 독일이 헝가리를 점령하면서 유대인과 롬인이 아우슈비츠 강제 수용소로 추방되기 시작했다. 전후 헝가리 국경은 항복 후 1938년 이전 영토로 되돌아갔다.

## 우익으로의 움직임

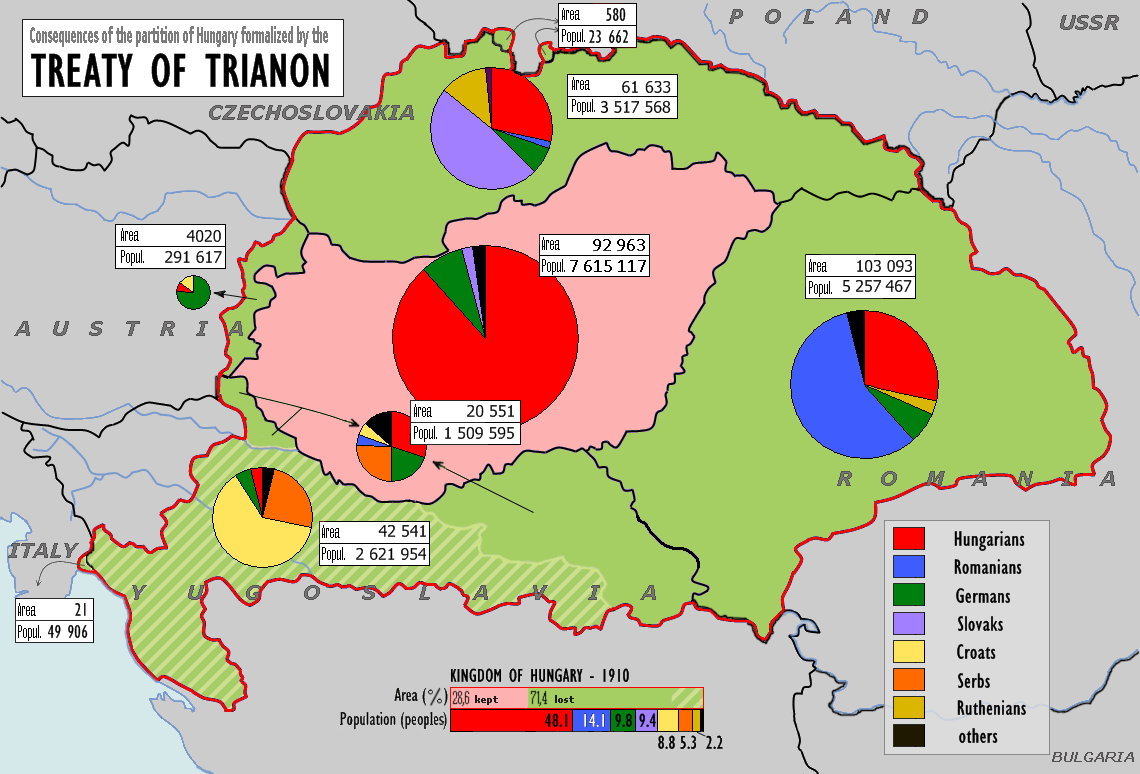
트리아농 조약 이후 분할된 헝가리의 모습. 제1차 세계 대전에서 제2차 세계 대전 사이 전간기 간 헝가리의 정치 논쟁은 이 달갑지 않은 정치적 분할이 거의 다 차지했다.

헝가리에서는 대공황과 트리아농 조약의 영향으로 정치적 분위기가 우익으로 기울었다. 1932년 호르티 미클로시 섭정은 헝가리 민족방위협회(MOVE) 소속 굄뵈시 줄러 총리를 새로 임명했다. 굄뵈시 총리는 헝가리의 외교정책을 긴밀한 친독 정책과 헝가리 내 소수민족을 동화시키는 마자르화 정책으로 밀고 갔다. 굄뵈시 총리는 1934년 2월 21일 독일과의 무역 협정을 체결해 경제를 빠르게 부흥시켰고 헝가리는 대공황의 영향에 벗어났으나 대신 원자재와 수출을 모두 독일 경제권에 의존했다.
굄뵈시는 그 외에도 여러 가지 사회 개혁, 일당제 정부, 트리아농 조약 개정, 헝가리의 국제 연맹 탈퇴 등을 지지했다. 굄뵈시는 강력한 정치조직을 구성했지만 비전과 개혁을 달성하러는 시도는 대부분 베틀렌 이슈트반 지지자로 구성된 의회의 반대와 경제 및 금융위기에 대처하기 위해 굄뵈시에게 기존 정책을 따르라고 강요한 헝가리 채권자의 압박 등으로 실패했다. 결국 1935년 선거에서 굄뵈시를 지지하는 정당이 대승했다. 굄뵈시는 재무부, 산업부, 국방부를 장악하고 주요 군 장교를 자신의 지지자로 넣는 데 성공했다. 1936년 10월 굄뵈시는 자신의 문제를 전부 해결하지 못한 채 신장병으로 사망했다.
헝가리는 독일과의 관계를 이용해 조약 개정을 시도했다. 1938년 헝가리는 군대 제약 관련 조항 이행을 거부했다. 아돌프 히틀러는 헝가리 정부가 나치 독일의 정책과 목표를 지지한다면 잃어버린 영토를 되찾아주겠다는 약속과 함께 군사 개입 및 경제적 압박 위협을 가했다. 1935년에는 살러시 페렌츠가 이끄는 헝가리의 파시스트 정당인 화살십자당이 창당되었다. 굄뵈시의 후임으로 총리가 된 더라니 칼만은 나치와 헝가리 반유대주의자 모두를 달래기 위해 여러 직종에서 유대인의 고용 비율을 20%로 제한하는 할당량을 설정한 제1유대인법을 통과하러 시도했다. 하지만 이 법은 나치나 헝가리의 반유대주의자 모두를 만족시키지 못했고 1938년 더라니가 사임하며 임레지 벨러가 총리로 임명되었다.

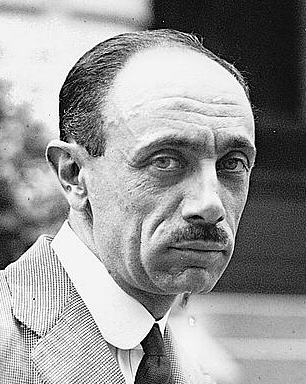
헝가리 왕국의 총리(1920~1921년, 1939~1941년)이었던 텔레키 팔

임레지는 집권 초기 영국과의 관계 개선을 모색하면서 독일과 이탈리아 양국에게 지지가 낮았다. 하지만 3월 들어 독일이 오스트리아를 안슐루스로 합병한 것을 알게 된 임레지는 독일과 이탈리아를 장기적으로 외면할 수 없단 걸 깨닫고 1938년 가을부터 외교 정책을 친독, 친이탈리아 방향으로 전환했다. 헝가리 내 우익 정계에서 세력을 다지러던 임레지는 정치적 경쟁자를 탄압하기 시작했고 점점 영향력이 커지는 화살십자당은 탄압받가 임레지 집권 시절 정당 활동이 금지되었다. 임레지가 점점 더 극우로 치우치자 전체주의 노선으로 정부를 개편하고 더 가혹한 조건을 가진 제2유대인법을 제안했다. 하지만 임레지 반대파는 1939년 2월 할아버지가 유대인이라는 문서를 제시하며 사임을 압박했다. 하지만 다음 총리였던 텔레키 팔 신정부도 전문직과 사업 분야에서 허용된 유대인 할당량을 줄이는 제2유대인법을 통과시켰다. 또한 신법에서는 유대인을 종교가 아닌 인종으로 정의해 이전에 유대교에서 기독교로 개종한 사람이더라도 유대인이라고 취급했다.

## 제2차 세계 대전 기간의 헝가리
헝가리는 추축국에 가담한 이후 헝가리인이 많이 거주하고 있던 체코슬로바키아·헝가리 접경 지역을 합병했다. 또한 루마니아-헝가리 회담에서 소련과 독일, 이탈리아의 지원으로 루마니아의 트란실바니아 북서부 지역을 양도받는다.
독일-이탈리아 연합군이 유고슬라비아 북부를 공격하고 있는 동안 헝가리는 유고슬라비아 중부를 기습 공격해 베오그라드와 사라예보를 점령, 현재의 세르비아와 보스니아 헤르체고비나를 합병하기에 이른다.
그러나 헝가리는 독일의 소련 침공 이후에 계속되는 실패 이후 추축국 탈퇴를 결정하지만 이를 미리 알아챈 아돌프 히틀러가 마가레타 작전으로 헝가리의 유전 지대를 점령하고 호르티의 아들을 납치한 후 헝가리의 항복을 받아내자 독일은 호르티를 배반자로 취급하며 1944년 10월 11일에 납치한다. 헝가리는 같은 해 12월 31일 독일에 선전포고를 하지만, 화살십자당은 끝까지 독일과 동맹을 맺고 소련에 저항하였다.
1945년 2월 13일 헝가리가 소련에 항복하자 헝가리는 연합국으로 참전하게 된다.

## 같이 보기
- 제1차 세계 대전의 헝가리
- 전간기 헝가리
- 헝가리 왕국 (1920년~1946년)

## 참고 문헌
- Armour, Ian. "Hungary" in The Oxford Companion to World War II edited by I. C. B. Dear and M. R. D. Foot (2001) pp 548–553.
- Borhi, László. "Secret Peace Overtures, the Holocaust, and Allied Strategy vis-à-vis Germany: Hungary in the Vortex of World War II." Journal of Cold War Studies 14.2 (2012): 29-67.
- Braham, Randolph (1981). 《The Politics of Genocide: The Holocaust in Hungary》. Columbia University Press.
- Case, Holly. Between states: the Transylvanian question and the European idea during World War II (Stanford UP, 2009).
- Cesarani, D. ed. Genocide and Rescue: The Holocaust in Hungary (Oxford Up, 1997).
- Cornelius, Deborah S. Hungary in World War II: Caught in the Cauldron (Fordham UP, 2011).
- Czettler, Antal. "Miklos Kallay's attempts to preserve Hungary's independence." Hungarian Quarterly 41.159 (2000): 88-103.
- Dollinger, Hans. The Decline and Fall of Nazi Germany and Imperial Japan: A Pictorial History of the Final Days of World War II (1967)
- Eby, Cecil D. Hungary at war: civilians and soldiers in World War II (Penn State Press, 1998).
- Don, Yehuda. "The Economic Effect of Antisemitic Discrimination: Hungarian Anti-Jewish Legislation, 1938-1944." Jewish Social Studies 48.1 (1986): 63-82 online.
- Dreisziger, N. F. "Bridges to the West: The Horthy Regime's ‘Reinsurance Policies’ in 1941." War & Society 7.1 (1989): 1-23.
- Fenyo, D. Hitler, Horthy, and Hungary: German-Hungarian Relations, 1941–1944 (Yale UP, 1972).
- Fenyö, Mario D. (1969). “Some Aspects of Hungary's Participation in World War II”. 《East European Quarterly》 3 (2): 219–29.
- Herczl, Moshe Y. Christianity and the Holocaust of Hungarian Jewry (1993)online
- Jeszenszky, Géza. "The Controversy About 1944 in Hungary and the Escape of Budapest’s Jews from Deportation. A Response." Hungarian Cultural Studies 13 (2020): 67-74 online.
- Juhász, Gyula. "The Hungarian Peace-feelers and the Allies in 1943." Acta Historica Academiae Scientiarum Hungaricae 26.3/4 (1980): 345-377 online
- Juhász, Gyula. "The German Occupation of Hungary." Acta Historica Academiae Scientiarum Hungaricae 11.1/4 (1965): 261-283 online
- Juhász, G. Hungarian Foreign Policy 1919–1945 (Budapest, 1979).
- Kenez, Peter. Hungary from the Nazis to the Soviets: the Establishment of the Communist Regime in Hungary, 1944-1948 (Cambridge University Press, 2006).
- Kertesz, Stephen D. "The Methods of Communist Conquest: Hungary 1944-1947." World Politics (1950): 20-54 online.
- Kertesz, Stephen D. Diplomacy in a Whirlpool: Hungary Between Nazi Germany and Soviet Russia (U of Notre Dame Press, 1953). online
- Macartney, C. A. October Fifteenth: A History of Modern Hungary 1929–1945 2 vols. (Edinburgh UP, 1956–7).
- Montgomery, John Flournoy. Hungary: The Unwilling Satellite (Pickle Partners Publishing, 2018).
- Pelényi, John. "The Secret Plan for a Hungarian Government in the West at the Outbreak of World War II." Journal of Modern History 36.2 (1964): 170-177. online
- Sakmyster, Thomas L. Hungary's Admiral on Horseback: Milós Horthy, 1918-1944 (Eastern European Monographs, 1994).
- Sakmyster, Thomas. "Miklos Horthy aud the Allies, 1945-1946: Two Documents." Hungarian Studies Review 23.1 (1996) online.
- Sipos, Péter et al. "The Policy of the United States towards Hungary during the Second World War" Acta Historica Academiae Scientiarum (1983) 29#1 pp 79–110 online.
- Stafford, David. Endgame, 1945: The Missing Final Chapter of World War II. Little, Brown and Company, New York, 2007. ISBN 978-0-31610-980-2
- Szabo, Laszlo Pal; Thomas, Nigel (2008). 《The Royal Hungarian Army in World War II》. New York: Osprey. 48쪽. ISBN 978-1-84603-324-7.
- Trigg, Jonathan (2017). 《Death on the Don: The destruction of Germany's Allies on the Eastern Front, 1941-44》 2판. Stroud, Gloucestershire,UK: The History Press. ISBN 978-0-7509-7946-7.
- Ungváry, Krisztián. The Siege of Budapest: One Hundred Days in World War II (Yale UP, 2005).
- Ungváry, K. Battle for Budapest: 100 Days in World War II (2003).
- Vági, Zoltán, László Csősz, and Gábor Kádár. The Holocaust in Hungary: Evolution of a genocide. (AltaMira Press, 2013).